# Die Sendung mit der Maus
Die Sendung mit der Maus (kurz Die Maus) ist eine der erfolgreichsten Kindersendungen im deutschen Fernsehen. Kern der Sendung sind sogenannte Lach- und Sachgeschichten, zu denen neben kurzen Zeichentrickfilmen auch jeweils ein Wissensfilm, beispielsweise über die Herstellung oder Funktionsweise eines Alltagsgegenstandes, zählt. Sie wird seit 1971 am Sonntagvormittag ausgestrahlt. Produziert wird die Sendung vom WDR in Zusammenarbeit mit anderen Mitgliedssendern der ARD.

## Sendetermine
Der Hauptsendetermin in der ARD ist seit Oktober 2015 in der Regel sonntags um 9:30 Uhr. Bei Veranstaltungen wie Immer wieder sonntags, der Verleihung des Friedenspreises des Deutschen Buchhandels oder Wintersportübertragungen erfolgt im Ersten die Übertragung oft früher. Die Ausstrahlung im KiKA bleibt hingegen bei der ursprünglichen Sendezeit um 11:30 Uhr. Die Sendung wird mehrmals in der Woche wiederholt:
| Wochentag | Uhrzeit   | Sender        |
| --------- | --------- | ------------- |
| Sonntag   | 09:30 Uhr | Das Erste     |
| Sonntag   | 11:30 Uhr | KiKA          |
| Montag    | 12:30 Uhr | KiKA          |
| Samstag   | 07:00 Uhr | NDR Fernsehen |
| Samstag   | 07:30 Uhr | ARD-alpha     |
| Samstag   | 11:30 Uhr | WDR Fernsehen |

Von 1973 bis 1993 wurde die Sendung mit der Maus auch im ORF gezeigt.

## Konzept und Inhalt
Die Sendung mit der Maus besteht aus drei voneinander abgetrennten Grundelementen:
- Die Sachgeschichten sollen den Kindern Wissen vermitteln.
- Die Lachgeschichten dienen der Unterhaltung und dem Nachdenken.
- Die animierten Maus-Spots fungieren als Trennelemente.

Im Vorspann werden die Themen der Sendung vorgestellt. Dies geschieht zuerst auf Deutsch, danach in einer Fremdsprache (gefolgt von der Erklärung, z. B.: „Das war Norwegisch.“). Die Titelmusik komponierte Hans Posegga, den deutschen Text im Vorspann sprach bis zum 10. Oktober 2021 üblicherweise Günter Dybus, seit dem 10. Oktober 2021 Annette Frier. Inzwischen sind Sach- und Lachgeschichten sowie Maus-Spots fast immer auch thematisch verbunden.

### Lachgeschichten
Bei den sogenannten Lachgeschichten handelt es sich um kurze Bildergeschichten, Zeichentrickfilme oder Realtrickfilme. Inhalt sind z. B. Kinderlieder (darunter auch einige speziell für die Sendung mit der Maus geschriebene Songs wie Die Teichpiraten, Die Astronautin Erika Klose oder Die Elfe Mirabella), filmische Umsetzungen von Gedichten (beispielsweise fünfter sein von Ernst Jandl, realisiert von Norman Junge), und wechselnde Mini-Serien wie Der kleine Maulwurf, Petzi, Nulli und Priesemut, Käpt’n Blaubär oder Shaun das Schaf. Einige Folgen von Janoschs Traumstunde liefen zunächst in der Sendung mit der Maus. Eine Lachgeschichte dauert etwa 5 Minuten und hat meistens eine „runde“, in sich abgeschlossene Handlung.
| Datum              | Geschichte                                                                |
| ------------------ | ------------------------------------------------------------------------- |
| 7. März 1971       | Frederico Oktopod                                                         |
| 7. März 1971       | Wie aus einem Fenster ein Bier gemacht wird                               |
| 1971               | Die Maus im Laden                                                         |
| 6. Februar 1972    | Der kleine Maulwurf                                                       |
| 3. September 1972  | Peter und Atze                                                            |
| 1973               | Barnabas lernt fliegen                                                    |
| 1974               | Thinky, der Supercomputer                                                 |
| 1976               | Der neue Freund                                                           |
| 1976               | Die Badewanne und die Hausapotheke                                        |
| 1977               | Der frechste Fratz der Welt                                               |
| 1977               | Na warte, sagte Schwarte                                                  |
| 1978               | Zirp, die Grille                                                          |
| 1978               | Der Hund Herr Müller                                                      |
| 1978               | Die Frau, die schlank werden wollte                                       |
| 28. Oktober 1979   | Oh, wie schön ist Panama                                                  |
| 1981               | Förster Benjamin                                                          |
| 1981               | Komm, wir finden einen Schatz                                             |
| 1983               | Lilliputput                                                               |
| 1983               | Die gemütliche Wohnung                                                    |
| 1984               | Das schönste Ei der Welt                                                  |
| 1984               | Post für den Tiger                                                        |
| 1984               | Nix Kuckuck                                                               |
| 16. Juni 1985      | Der brave Räuber Fürchtenix                                               |
| 1986               | Die Kuh Marie                                                             |
| 1987               | Der Hase und der faule Förster                                            |
| 1987               | Nur fünf Minuten Ruh’                                                     |
| 1988               | Hops, der Hundewelpe                                                      |
| 1989               | Otto, der Straßenhund                                                     |
| 1991               | Barney                                                                    |
| 1991               | Vom kleinen Maulwurf, der wissen wollte, wer ihm auf den Kopf gemacht hat |
| 6. Oktober 1991    | Käpt’n Blaubärs Seemannsgarn                                              |
| 1992               | Die Milchzahnmäuse                                                        |
| 15. November 1992  | Der kleine Eisbär                                                         |
| 1995               | Tiffel und Taffel                                                         |
| 1996               | Lehrer Linke                                                              |
| 1996               | Manhattan                                                                 |
| 29. September 1996 | Petzi                                                                     |
| 1997               | Der unerkannte Elefant                                                    |
| 29. Juni 1997      | Nulli und Priesemut                                                       |
| 2. November 1997   | Die roten Zauberstiefel                                                   |
| 11. Januar 1998    | Willi Wiberg                                                              |
| 1998               | Nilpferd Nödel                                                            |
| 1999               | Mäxchen Huber                                                             |
| 2000               | Lola und die Augenkämpfer                                                 |
| 2001               | Der fliegende Staubsauger                                                 |
| 2001               | Zehn Gurken                                                               |
| 2002               | Fast ein Gebet                                                            |
| 26. September 2003 | Jasper, der Pinguin                                                       |
| 19. Oktober 2003   | Tom und das Erdbeermarmeladebrot mit Honig                                |
| 2004               | Pantoffelhelden                                                           |
| 11. Januar 2004    | Krawinkel und Eckstein                                                    |
| 27. Juni 2004      | Ritter Rost                                                               |
| 28. November 2004  | Marias kleiner Esel                                                       |
| 9. Oktober 2005    | Ein Fall für Freunde                                                      |
| 18. Juni 2006      | Björn Bär                                                                 |
| 24. September 2006 | Peppa Wutz                                                                |
| 22. Oktober 2006   | Charlie und Lola                                                          |
| 2007               | Was denkst du über Liebe?                                                 |
| 8. April 2007      | Shaun das Schaf                                                           |
| 2008               | Tikis Band                                                                |
| 12. September 2010 | Ringelgasse 19                                                            |
| 22. April 2011     | Käpt’n Blaubärs Wunderkammer                                              |
| 24. Juni 2012      | Professor Balthazar                                                       |
| 2013               | Gute Nacht, Carola                                                        |
| 27. April 2014     | Trudes Tier                                                               |
| 20. Juli 2014      | Der wunderbarste Platz der Welt                                           |
| 6. November 2016   | Rico und Oskar                                                            |
| 19. Dezember 2021  | Das letzte Schaf                                                          |
| 29. Juni 2025      | Neon und Bor                                                              |

| Datum            | Geschichte                               | Interpret(in)          |
| ---------------- | ---------------------------------------- | ---------------------- |
| 15. Oktober 1972 | Das Auspuff-Lied                         | Bill Ramsey            |
| 1973             | Das Dosenlied                            | Bill Ramsey            |
| 1974             | Das Lied vom kranken Wald                | Bill Ramsey            |
| 1974             | Die Schule brennt                        |                        |
| 1976             | Drunten in der grünen Au                 |                        |
| 1976             | Das Feuerwehr-Lied                       |                        |
| 1976             | Das Schrotthändler-Lied                  |                        |
| 1977             | Das Müllmänner-Lied                      |                        |
| 1979             | Wer sagt, dass Mädchen dümmer sind?      |                        |
| 1980             | Drei Chinesen mit dem Kontrabass         |                        |
| 1982             | Der Katzentatzentanz                     | Fredrik Vahle          |
| 1982             | Der Computerstorch                       | Jan Müller             |
| 1988             | Die Elfe Mirabella                       | Aslí Caner             |
| 1988             | Der Rabe und der Maulwurf                | Jan Müller             |
| 1989             | Ritter Kunibert von Blech                | Jan Müller             |
| 1989             | Die Teichpiraten                         | Jan Müller             |
| 1990             | Mein kleiner Bruder                      | Cornelia Zilken        |
| 1991             | Maus-Geburtstagslied                     | Ehrenfelder Kinderchor |
| 1991             | Richard, der Rabe                        | Alexander Rosin        |
| 1991             | Der Zahnpasta-Rap                        | Armin Maiwald          |
| 1992             | Die Astronautin Erika Klose              | Lara Kühne             |
| 1992             | Die Ballade von Herrn Gelb und Frau Blau | Katja Ebstein          |
| 1995             | Für dich                                 | Lenya Krammes          |
| 1995             | Mümmel-Mümmel-Mäuschen                   | Lara Kühne             |
| 25. Februar 1996 | Das Maus-Freunde-Lied                    | Jonas Weyers           |
| 10. März 1996    | Hier kommt die Maus                      | Stefan Raab            |
| 1996             | Das kleine, freche Schweinchen           | Lara Kühne             |
| 1997             | Der Schlafmops                           | Wunderwolke            |
| 1998             | Die Prinzessin will gern Ritter sein     | Bernd Kohlhepp         |
| 2000             | Ein Jäger längs dem Weiher ging          |                        |
| 2001             | Wir sind die Maus                        | Dirk Bach              |
| 2001             | Weißt du, wie der Sommer riecht?         |                        |
| 23. März 2014    | Irgendwas ist immer                      | Anke Engelke           |
| 29. März 2020    | Der Corona-Rap                           | Armin Maiwald          |
| 7. März 2021     | Ich frag die Maus                        | Mark Forster           |
| 21. März 2021    | Niemals dran gezweifelt                  | Udo Lindenberg         |
| 19. Juni 2022    | That’s Me                                | Joely & Oliver         |
| 6. Februar 2023  | Jeck Yeah!                               | Brings                 |

### Sachgeschichten

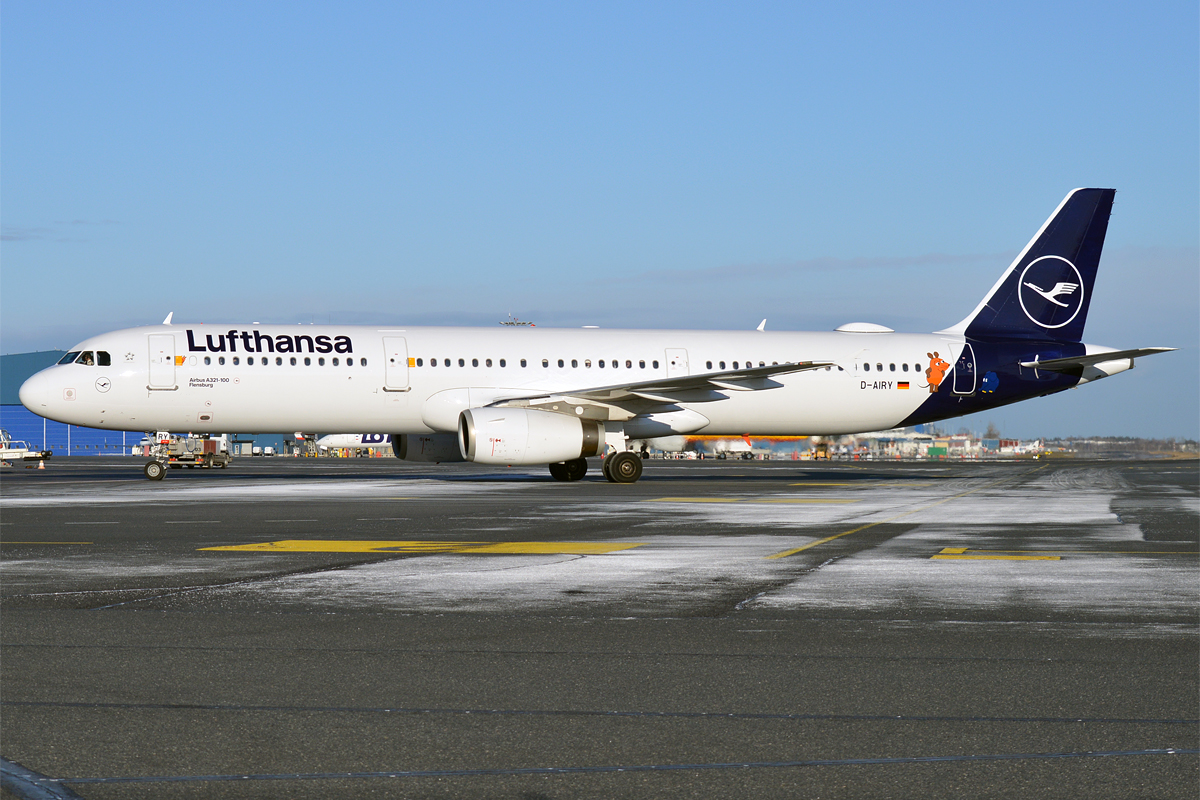
Lufthansa Airbus A321-100 D-AIRY „Flensburg“ mit der Maus

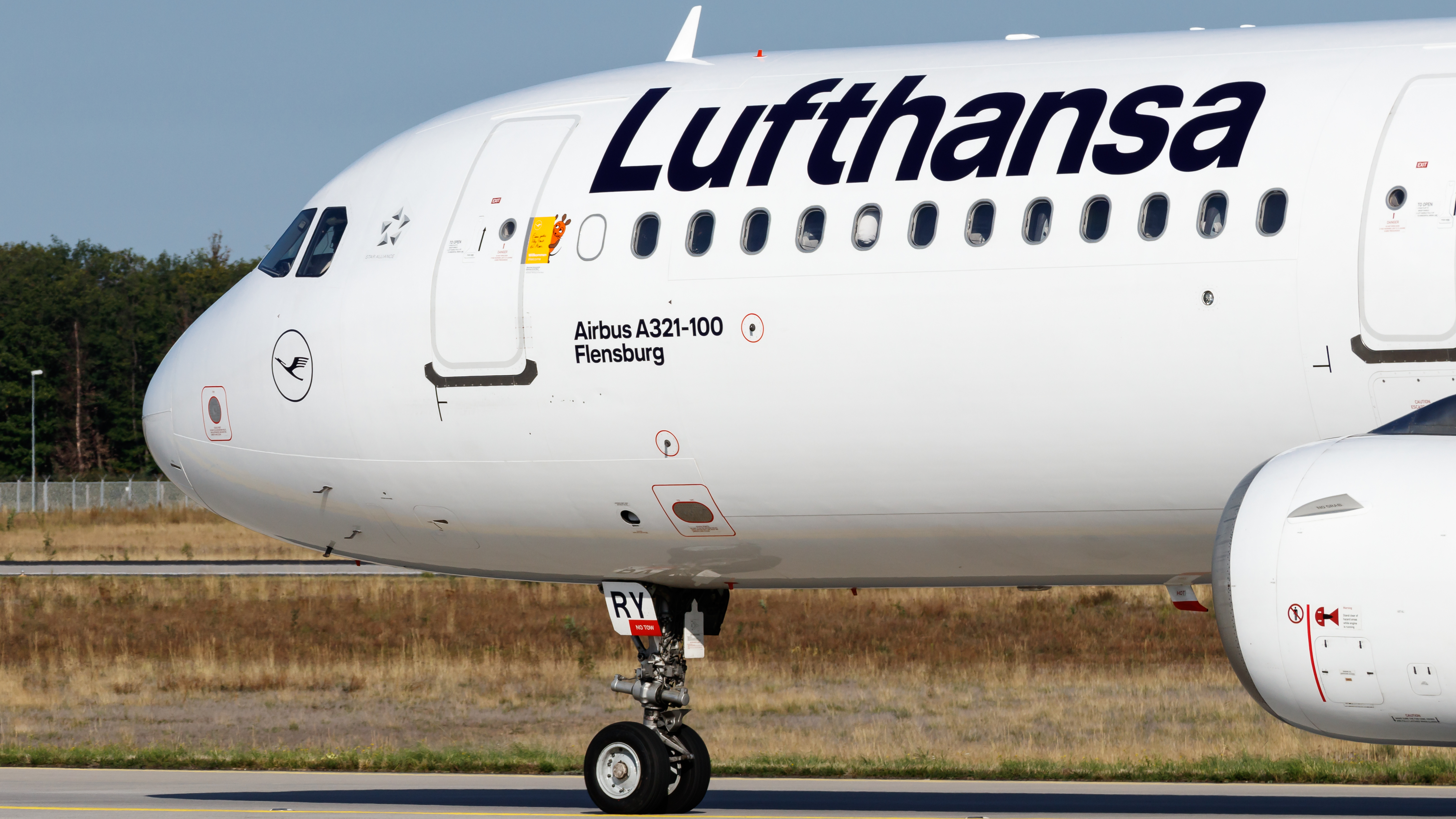
Maus am Eingang wünscht angenehmen Flug

Pro Sendung gibt es meistens zwei Sachgeschichten, die von verschiedenen Produktionsfirmen hergestellt werden. Diese Geschichten werden in der Regel in einer Folge abgeschlossen. Bei längeren Filmen werden sie oft von einem Maus-Spot unterbrochen. Besonders komplexe Themen werden auf mehrere Folgen verteilt, zum Beispiel der Bau eines Airbus, den ein Kamerateam über lange Zeit verfolgte, oder ein Biobauernhof im Laufe des Jahres.
Die Themen der Sachgeschichten sind sehr vielfältig: Das Alte Rom, Brennnesseln, das Archimedische Prinzip, die Bundestagswahl, Tschernobyl, Kettenreaktion, Internet, Nachkriegszeit, die Weltraumstation Mir, die Herstellung unzähliger Produkte und vieles mehr. Dazu werden oft auch Zuschauerfragen aufgegriffen, wie „Wie kommen die Streifen in die Zahnpasta?“, „Wie macht man Kaugummi?“ und „Wie kommen die Löcher in den Käse?“
Manchmal gibt es eine Art Sondersendung, die sich nur mit einem einzigen Thema befasst. Das ist z. B. bei besonderen Anlässen der Fall, wie der Katastrophe von Tschernobyl oder die Nachkriegszeit in Deutschland; auch der Bau eines Passivhauses oder Geschichten über die Kartoffel waren schon Anlass für eine solche Sondersendung.
| Jahr | Geschichte                                               |
| ---- | -------------------------------------------------------- |
| 1975 | Fernfahrer-Spezial                                       |
| 1988 | Atom-Maus                                                |
| 1988 | Zirkus-Maus                                              |
| 1989 | Nachkriegs-Maus                                          |
| 1989 | Russland-Maus (1. Fassung)                               |
| 1991 | Erdöl-Maus                                               |
| 1993 | Müll-Maus                                                |
| 1994 | Geld-Maus                                                |
| 1995 | Woll-Maus                                                |
| 1995 | Rom-Maus                                                 |
| 1996 | Fernseh-Maus                                             |
| 1997 | Die Geschichte von Katharina                             |
| 1997 | Steinzeit-Maus                                           |
| 1998 | Wahl-Maus (1. Fassung)                                   |
| 1998 | Weltraum-Maus                                            |
| 1999 | Russland-Maus (2. Fassung)                               |
| 2000 | Mittelalter-Maus                                         |
| 2000 | Brücken-Maus                                             |
| 2001 | Wir sind die Maus                                        |
| 2001 | Atom-Maus (2. Fassung)                                   |
| 2002 | Gesetzes-Maus                                            |
| 2003 | 80er-Jahre-Maus                                          |
| 2003 | Flugzeug-Maus (neunteilig)                               |
| 2004 | Auto-Maus                                                |
| 2004 | Athen-Maus                                               |
| 2004 | Schiffs-Maus                                             |
| 2004 | Olympia-Spezial                                          |
| 2004 | Solar-Maus                                               |
| 2004 | Abschied von der Hülle                                   |
| 2005 | Passivhaus-Maus                                          |
| 2005 | Japan-Maus                                               |
| 2005 | Varus-Schlacht-Maus                                      |
| 2005 | Strom-Spezial                                            |
| 2007 | Kartoffel-Maus                                           |
| 2008 | Die Auto-Maus                                            |
| 2008 | Türkei-Maus                                              |
| 2008 | Eisenbahn-Spezial                                        |
| 2009 | Indien-Maus                                              |
| 2009 | Making of Shaun das Schaf                                |
| 2010 | Südafrika-Maus                                           |
| 2011 | 40 Jahre Maus (Geburtstagssendung)                       |
| 2011 | Die lange Maus-Nacht                                     |
| 2011 | Bio-Maus                                                 |
| 2011 | Atom-Maus (3. Fassung)                                   |
| 2011 | Japan-Maus (Neufassung)                                  |
| 2012 | Brasilien-Maus                                           |
| 2013 | Griechenland-Maus                                        |
| 2013 | Vom Glück des Lebens                                     |
| 2014 | Island-Maus                                              |
| 2014 | Fußballfloskeln WM 2014                                  |
| 2014 | Weltraum-Maus (2. Fassung)                               |
| 2014 | 25 Jahre Mauerfall                                       |
| 2014 | Ein Maustronaut im All                                   |
| 2015 | Airbus-Maus – Wie wird ein Flugzeug gebaut? (zweiteilig) |
| 2015 | Erdöl-Maus (2. Fassung)                                  |
| 2015 | Baum-Maus (vierteilig)                                   |
| 2015 | Wie entsteht ein Feuerwehrauto? (vierteilig)             |
| 2015 | Kinderarmut-Spezial                                      |
| 2016 | Polen-Maus                                               |
| 2016 | Wie kommt der Baum in die Stadt?                         |
| 2017 | London-Maus                                              |
| 2017 | Sonne – Erde                                             |
| 2017 | Weinanbau-Spezial                                        |
| 2017 | Gleisschotterbettungsreinigungsmaschine                  |
| 2017 | Wie wird die Maus produziert?                            |
| 2017 | Woran glaubst du?                                        |
| 2017 | Ein Sommer auf der Alpe (dreiteilig)                     |
| 2017 | Bio-Maus                                                 |
| 2017 | Mond – Erde                                              |
| 2017 | Making-Of: Shaun das Schaf                               |
| 2017 | Die Geschichte der Maus                                  |
| 2018 | Hightech-Archäologen in der Sockenzone                   |
| 2018 | Wie wird ein Feuerwehrauto gebaut? (Langfassung)         |
| 2018 | Wie wird ein Feuerwehrauto gebaut? (Kurzfassung)         |
| 2018 | Ein Sommer auf der Alpe                                  |
| 2018 | 360 Grad                                                 |
| 2018 | Die unsichtbare Krankheit                                |
| 2018 | Mehr Zeit mit der Maus: Zeit                             |
| 2018 | Mehr Zeit mit der Maus: Kunst                            |
| 2018 | Jugendgericht                                            |
| 2018 | Märchen                                                  |
| 2018 | Klassiker                                                |
| 2019 | Frankreich-Maus                                          |
| 2019 | Weinanbau-Spezial                                        |
| 2019 | Steinzeithaus                                            |
| 2019 | Wohin ziehen Kraniche?                                   |
| 2019 | Wie wird ein ICE gebaut?                                 |
| 2019 | Tut alt werden weh?                                      |
| 2019 | Bayreuth-Maus (Kurzfassung)                              |
| 2019 | Schul-Maus                                               |
| 2019 | Wir machen Schule!                                       |
| 2019 | Weihnachten                                              |
| 2019 | Neue Klassiker                                           |
| 2020 | Bayreuth-Maus (Langfassung)                              |
| 2020 | Dänemark-Maus                                            |
| 2020 | Rettungshündin Chilli wird ausgebildet                   |
| 2020 | Berühmte Bauwerke und ihre Geschichte                    |
| 2020 | Brücken-Maus (2. Fassung)                                |
| 2020 | Ein Fahrrad selber bauen                                 |
| 2020 | Mehr Zeit mit der Maus: mit Tieren!                      |
| 2021 | Zeitreisen mit der Maus (5 Folgen)                       |
| 2021 | Früher-Heute-Geschichten (7 Folgen)                      |
| 2021 | Deine Sendung #mitdermaus                                |
| 2021 | Vanessas Blindenschule                                   |
| 2021 | Die Wahl-Maus (2. Fassung)                               |
| 2021 | Mehr Zeit mit der Maus: Noah, Sophia und die Flut        |
| 2021 | Die unglaubliche Geschichte mit der Maus                 |
| 2022 | Deine Sendung #mitdermaus: Alles Gute, lieber KiKA!      |
| 2022 | Fledermäuse                                              |
| 2024 | Mit dem Apfelhof durch die Jahreszeiten (vierteilig)     |
| 2024 | Kaffeebecher aus Kaffeesatz                              |
| 2024 | Leverkusener Autobahnbrücke (auch dreiteilig)            |
| 2025 | Felix Nussbaum                                           |
| 2025 | Alex' Südpol-Mission                                     |
| 2025 | Alex und der Mondstaub                                   |

### Machgeschichten
Seit Dezember 2018 gibt es „Machgeschichten“, in denen etwas gebastelt wird. Sie werden von Laura Kampf präsentiert.

### Sommerreisen
In der Sommerferienzeit begab sich das Team der Maus (u. a. Armin Maiwald, Kai von Westerman (Kamera), Peter Torringen (Ton)) jedes Jahr von 2007 bis 2016 auf Entdeckungsreise durch Deutschland und erzählte in mehreren aufeinanderfolgenden Sendungen Sachgeschichten von unterwegs. 2023 gab es wieder eine mehrteilige Sommerreise, mit Siham El-Maimouni durch Marokko.
| Jahr | Reise                                                                                          |
| ---- | ---------------------------------------------------------------------------------------------- |
| 2007 | Deutschlandreise (mit Fragen der Kinder an das Maus-Team über Deutschland in Form von Rätseln) |
| 2008 | Entlang der Elbe                                                                               |
| 2009 | Wanderweg der Deutschen Einheit (von Aachen nach Görlitz)                                      |
| 2010 | Rund ums Ruhrgebiet mit dem Fahrrad                                                            |
| 2011 | Keine Sommerreise                                                                              |
| 2012 | Mit der Eisenbahn unterwegs von Norden nach Süden (von Sylt nach Oberstdorf)                   |
| 2013 | Entlang des Mains auf dem Boot (von Bamberg bis zur Rheinmündung)                              |
| 2014 | 25 Jahre Mauerfall – Grenzgeschichten                                                          |
| 2015 | Ostseeküste (von der polnischen bis zur dänischen Grenze)                                      |
| 2016 | Nordseeküste (von der dänischen bis zur niederländischen Grenze)                               |
| 2020 | Wanderweg der Deutschen Einheit (von Aachen nach Görlitz), Wiederholung aus dem Jahr 2009      |
| 2023 | Marokko-Maus                                                                                   |

### Sommer-Sachgeschichten
Von 2017 bis 2022 gab es keine Sommerreise, sondern vierteilige Sachgeschichten mit Armin Maiwald – seit 2021 mit wechselnden Moderatoren – zu einem bestimmten Thema.
| Jahr | Sachgeschichtenthema               |
| ---- | ---------------------------------- |
| 2017 | Wie wird ein Feuerwehrauto gebaut? |
| 2018 | Wie wird ein ICE gebaut?           |
| 2019 | Wie baut man ein Fahrrad?          |
| 2021 | Urban Mining                       |
| 2022 | Klima                              |

### Mit Armin unterwegs
In diesem Ableger der Sendung mit der Maus begibt sich der Moderator Armin Maiwald auf verschiedene Reisen durch Deutschland und den Nachbarländern von Deutschland. Hierbei wurde auch (mit Ausnahme der Folge „Auf der Suche nach der Kindheit“) auf die Sommerreisen bzw. Sommer-Sachgeschichten oder andere Sonderfolgen zurückgegriffen. Die Folgen sind als Zweiteiler à 30 Minuten konzipiert.
- 2009: Die Elbreise
- 2010: Wanderweg der Deutschen Einheit
- 2012: Rund um die Ruhr
- 2013: Mit der Bahn quer durch Deutschland
- 2013: Die Mainreise
- 2016: Entdeckungsreise an der Ostseeküste
- 2017: Nordseeküste (Vierteiler)
- 2019: Auf der Suche nach einem Zug
- 2020: Auf der Suche nach der Kindheit

### Maus-Spots

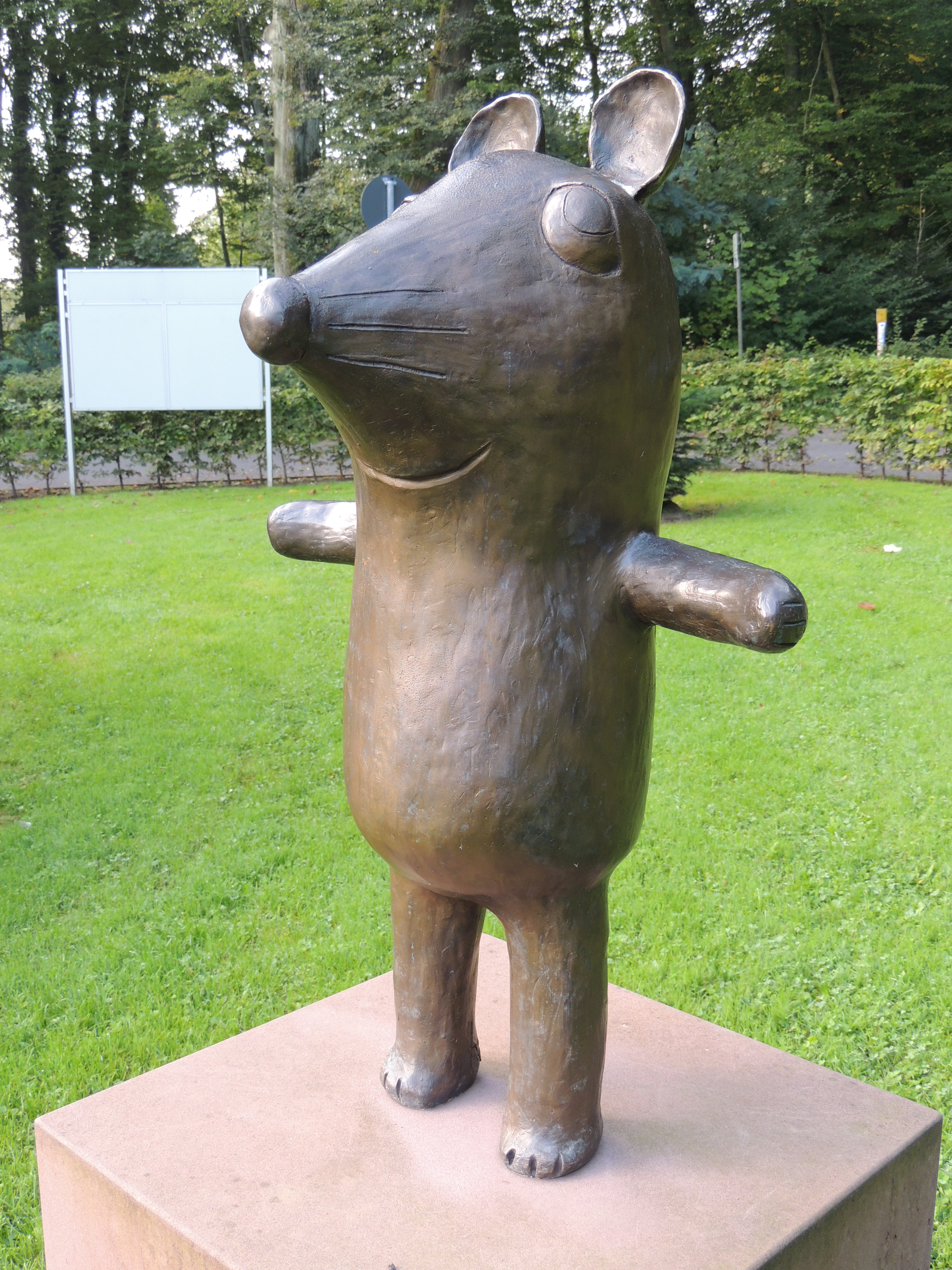
Von Isolde Schmitt-Menzel 2013 geschaffene Statue der Maus im Skulpturengarten des Gotischen Hauses in Bad Homburg

Zwischen den einzelnen Lach- und Sachgeschichten sind rund 30-sekündige Zeichentrickfilme in 2D-Tricktechnik mit der 1970 in Bad Homburg vor der Höhe von Isolde Schmitt-Menzel geschaffenen Maus, dem später hinzugekommenen Elefanten (1975) und der Ente (1987) eingespielt. Keine der Figuren spricht, stattdessen bilden Soundeffekte und Musik den Hintergrund für die Filme, in denen die Maus und ihre Freunde interagieren und Probleme lösen. Das Klickgeräusch der Maus-Augen wird mit Kastagnetten erzeugt. Die Figuren haben keine Namen.
- Die Maus ist orangefarben (mit braunen Ohren, Armen und Beinen). Um die Probleme zu lösen, vor die sie in den Filmen gestellt wird, kann sie z. B. ihre Beine nach Belieben verlängern, mit dem ausgerissenen Schwanz Seilchen springen oder aus dem Bauch Werkzeug oder etwa einen Wecker holen.[35]
- Der Elefant ist blau (mit gelben Zehennägeln) und kleiner als die Maus. Man kann ihn als neugierig, sehr stark, spontan und treu charakterisieren.[34] Wenn er die Bühne betritt, pflegt er sich mit einem lautstarken Tröten anzukündigen. Er liebt es, zwischendurch ein kleines Schläfchen zu machen, und lacht gerne, wenn bei der Maus etwas schief gegangen ist. Er tritt in vielen Maus-Spots auf.
- Die Ente ist gelb (mit orangefarbenen Füßen und Schnabel), kleiner als die Maus, aber größer als der Elefant. Somit ist die Größe der Figuren genau umgekehrt zu den normalen Verhältnissen. Die Ente ist frech, immer wenn sie auftaucht „kommt Chaos in die Bude“.[35] Sie tritt seltener in den Maus-Spots auf als der Elefant.

Vereinzelt sind auch schon andere Figuren aufgetreten, etwa ein grünes Männchen, ein Vogel, mehrere Spatzen oder ein Hund.
Die Figuren wurden seit Beginn der Sendung von Friedrich Streich animiert, der 2014 starb. Insgesamt produzierte er 333 Trickfilme mit der Maus. In den 1980er Jahren kamen auch andere Trickfilmer dazu. Heute produzieren die Kölner Firmen Trickstudio Lutterbeck und Trickfilm Steinmetz die Spots. Schon 2015 gab es 546 Spots, davon 252 mit dem Elefanten.

## Geschichte

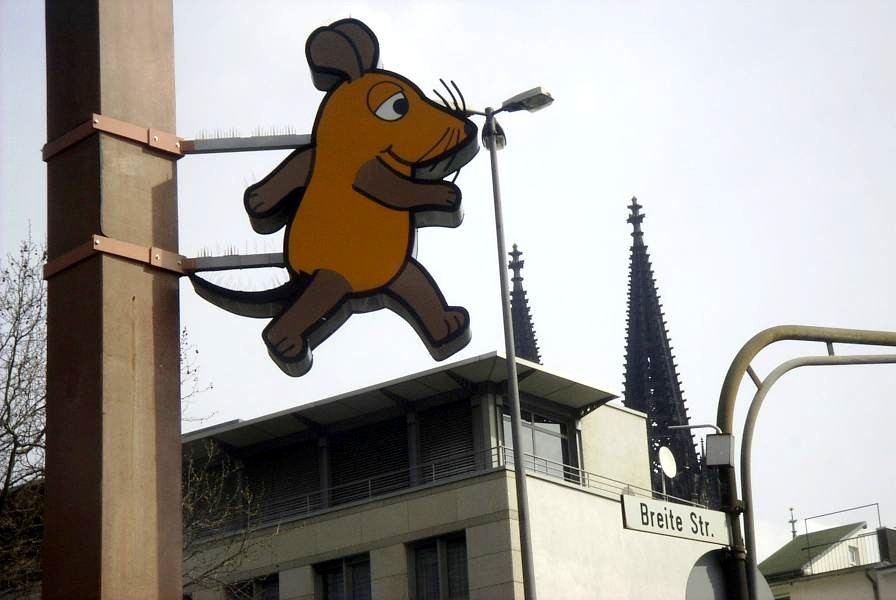
Logo der Maus an den WDR Arkaden; rechts der Kölner Dom

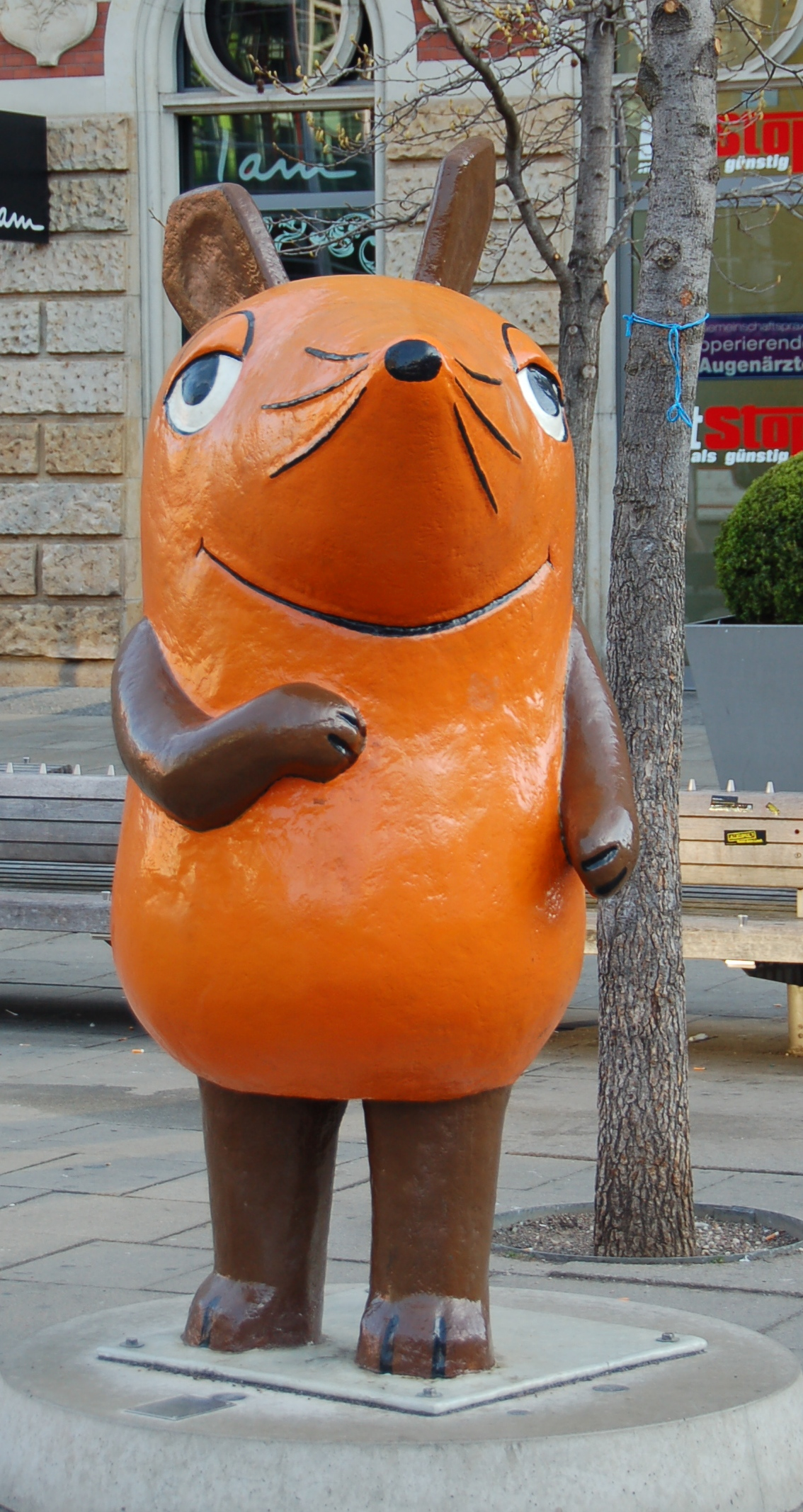
Maus als Plastik in Erfurt

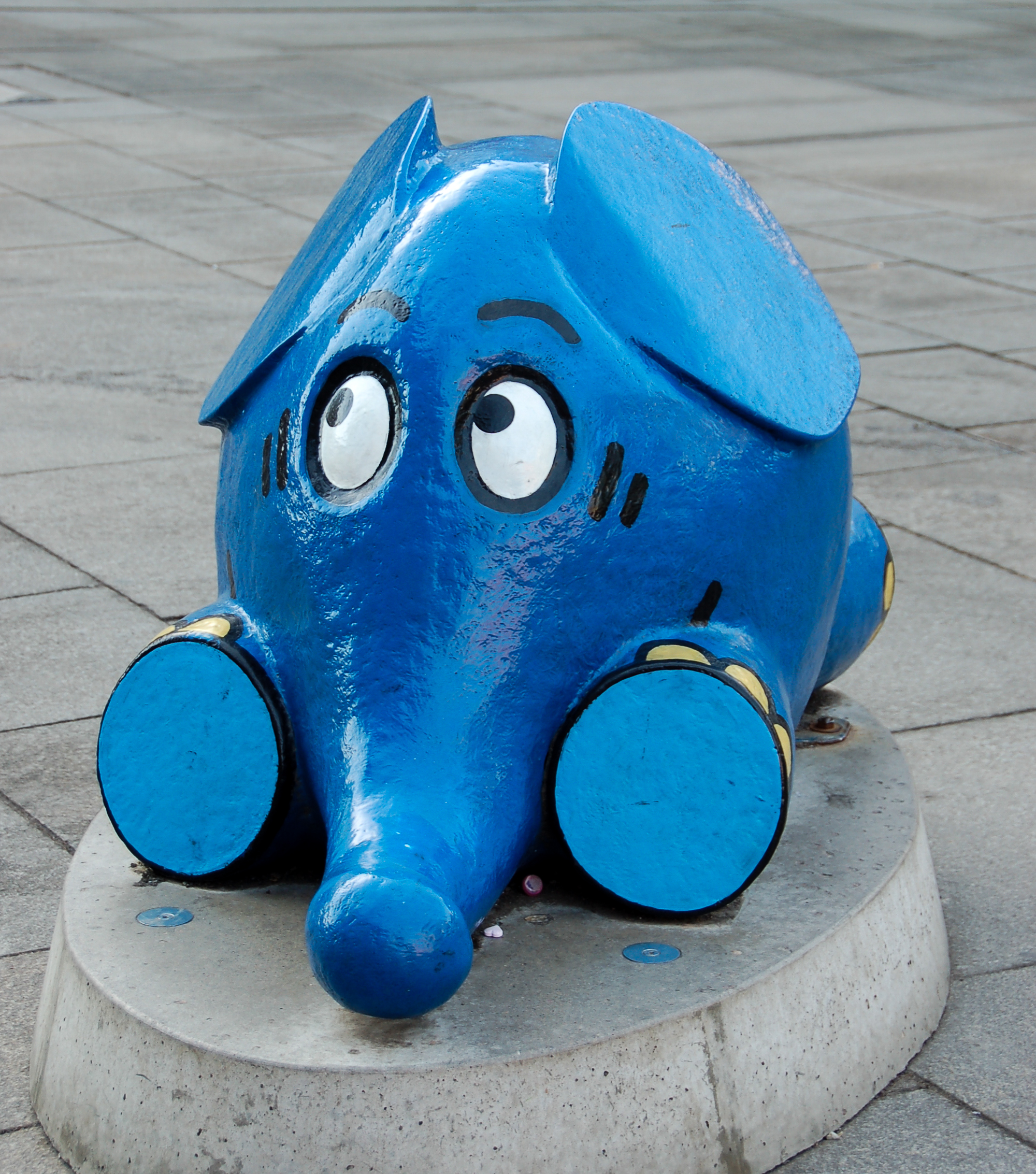
Elefant als Plastik in Erfurt

Als Lach- und Sachgeschichten für Fernsehanfänger wurde die Sendung um 1970 von Gert K. Müntefering, Siegfried Mohrhof, Monika Paetow und Armin Maiwald entwickelt. Die ersten Sachgeschichten drehte Armin Maiwald im Auftrag des WDR ohne Worte, die Lachgeschichten enthielten unter anderem die Geschichte von der Maus im Laden, die Isolde Schmitt-Menzel gezeichnet hatte. Das Redaktionsteam Siegfried Mohrhof (Leiter Familienfernsehen), Gert K. Müntefering (Leitung Kinderfernsehen) und Monika Paetow (Redakteurin im Kinderprogramm) beschloss, die Maus aus dieser Lachgeschichte zur Vorlage für die Maus-Spots heranzuziehen. Friedrich Streich animierte die Figur und machte sie so zur eigentlichen Fernsehmaus. Hans Posegga komponierte die Titelmusik, ursprünglich noch in einem anderen Arrangement. Die Erstausstrahlung fand am 7. März 1971 in der ARD statt. Als deutsches Programm für kleine Kinder und in direkter Konkurrenz zur frisch importierten „Sesamstraße“, stand die Sendung anfangs unter heftiger Kritik. Ein Grund für die Kritik war, dass die Sachgeschichten anfangs noch dem Prinzip der Stummfilme folgten, mit anderen Worten, sie wurden noch nicht kommentiert, da laut Maiwald bereits „zu viel gequasselt“ wurde, sondern stattdessen im Schnelldurchlauf mit Musik unterlegt. Erst später fing man an, das Hauptobjekt der Sachgeschichte an zumindest einigen Stellen zu benennen.
Am 23. Januar 1972 lief die Sendung erstmals, nach Idee Münteferings unter dem heutigen Namen. 1972 hatte Peter Lustig mit der von Karlheinz Freynik geschaffenen Serie Peter und Atze seinen ersten Fernsehauftritt im Rahmen der Sendung mit der Maus. Es gab außerdem eine Reihe von Liedern mit Bill Ramsey. Die heutige Form des Vorspanns entwickelte sich bereits in den Anfangsjahren, erst begann die Sendung noch mit einem langen Intro-Mausspot, ab dem 12. November 1972 wurde die Sendung mit dem noch bestehenden Themenüberblick, gesprochen von Günter Dybus begonnen. Seit dem 9. September 1973 beginnt die Sendung mit einem zusätzlichen, fremdsprachigen Vorspann. Friedrich Streich entwickelte den blauen Elefanten als weitere Figur für die Maus-Spots, am 5. Januar 1975 war er das erste Mal zu sehen. Die ebenfalls von Streich entwickelte gelbe Ente hatte am 11. Januar 1987 ihren ersten Auftritt.
Sowohl Sach- als auch Lachgeschichten wurden von vielen verschiedenen Regisseuren und Produktionsfirmen hergestellt, zur Identifikationsfigur der Sachgeschichten wurde Armin Maiwald, der 1976 den redaktionellen Auftrag erhielt, seine Stimme und seine Form der Recherche als bewusstes Stilmittel einzusetzen. Sein erster selbstkommentierter Beitrag handelte von einem Jungen, der das Team zu seinem Geburtstag eingeladen hatte, gesendet wurde dieser jedoch erst 1978. Zum ersten Mal im Fernsehen zu hören war er am 3. Dezember 1976 im Beitrag „Wasserhahn“. Im Jahre 1982 stand Christoph Biemann in der Sachgeschichte Tomatenketchup erstmals für die Sendung vor der Kamera. Seine erste Sachgeschichte als Hauptdarsteller Die zehn besten Methoden, einen Fluss zu überqueren wurde am 27. Oktober 1983 gesendet. Christoph tritt stets im grünen Pullover auf. Der Grund dafür ist, dass er für die Atom-Maus 1988, die über eine längere Zeit gedreht wurde, identische Kleidung brauchte, um immer gleich auszusehen und so beim Filmschnitt Anschlussfehler zu vermeiden. Da er zwei grüne Pullover besaß, die er bei Bedarf unbemerkt wechseln konnte, wurde dieser zu seinem Markenzeichen. Christophs Geschichten wurden erst von Elke Heidenreich kommentiert, später von Dieter Saldecki und Evi Seibert. Er selbst ist nur selten zu hören. Seit 1990 laufen vor und nach der Sendung Ansagen der jeweiligen Moderatoren.
1991 lief die erste Käpt’n Blaubär-Folge in der Maus, ein Jahr später war die Premiere für den kleinen Eisbären. Am 15. März 1992 nahm der Raumfahrer Klaus-Dietrich Flade eine Stofftier-Maus mit zu einem Flug zur Raumstation Mir. Im Jahre 1999 stieß Ralph Caspers zum Moderatorenteam dazu. Seine ersten, eigenen Sachgeschichten hießen Wie kommt der Henkel an den Becher? und Wie funktioniert ein Leergutautomat?. Im selben Jahr wurde die Entstehung und Inbetriebnahme des Flugzeugs Airbus A321 D-AIRY „Flensburg“ in neun Folgen verfilmt. Auf diesem Flugzeug kleben seitdem an den Seiten zwei große Mausfiguren.
1991 und 1996 wurden zwei Jubiläumssendungen (20 Jahre und 25 Jahre Sendung mit der Maus) ausgestrahlt. Letztere wurde in einem Maus-Zug gedreht, der anlässlich des Jubiläums in verschiedenen deutschen Städten Station machte und in dem der Entertainer Stefan Raab auch sein Lied Hier kommt die Maus vorstellte.
Am 15. Mai 2005 wurde die Aktion „Frag doch mal …“ gestartet, bei der insgesamt über 75.000 Fragen gesammelt wurden. Daraus entwickelte sich die eigenständige Quizshow Frag doch mal die Maus, die seitdem regelmäßig am Samstagabend im Ersten ausgestrahlt wird.
Am 10. Juli 2011 fand anlässlich des 40. Geburtstags der Maus deutschlandweit der erste Maus-Türöffnertag unter dem Motto „Türen auf für die Maus“ statt. Seit 2012 findet er immer am 3. Oktober statt. Genau ein Jahr später wurde in Köln das Museum mit der Maus eröffnet. Im Jahr 2014 reiste die Maus ein zweites Mal als Stofftier ins All, als der Astronaut und Forscher Alexander Gerst sie auf die ISS mitnahm. Laut der Maus-Sendung dazu am 25. Mai 2014 nimmt er auf viele seiner Expeditionen ein Mausstofftier mit. An Silvester des Jahres 2014 wurde dazu die einstündige Sondersendung „Ein Maustronaut im All“ gesendet. Auch im Jahr 2018 wurden von Alexander Gerst wieder die Maus und diesmal auch der Elefant mit an Bord der ISS genommen.
Am 5. April 2015 wurde die 2000. Ausgabe der Sendung mit der Maus in einer Oster-Spezialsendung ausgestrahlt.
Seit Mitte des Jahres 2015 begleitet die Maus eine aus Syrien stämmige Familie mit der Tochter „Tiba“, die im Zuge der Flüchtlingseinwanderung nach Deutschland kommt und sich Folge für Folge weiter in Deutschland integriert.
Für Menschen mit körperlicher Einschränkung wird die Sendung seit 2017 mit Zusatzdiensten versehen, um sie barrierefreier zu machen. Für Hörbenachteiligte stehen Untertitel und Gebärdensprache zur Verfügung sowie seit 2018 für Seheingeschränkte eine Version mit Audiodeskription.
Im Jahr 2019 war Die Sendung mit der Maus im Richard-Wagner-Festspielhaus zu Gast. Dabei wurde unter der Leitung von Christian Thielemann die Titelmelodie der Sendung gespielt. Dies war eines der wenigen Male, als seit Bestehen des Hauses Musik gespielt wurde, die nicht von Wagner stammte. Diese Ausgabe wurde am 28. Juli 2019 ausgestrahlt.
Anlässlich des 80. Geburtstags von Armin Maiwald durfte sich dieser seine Lieblings-Beiträge für die Maus-Sendung am 26. Januar 2020 aussuchen.

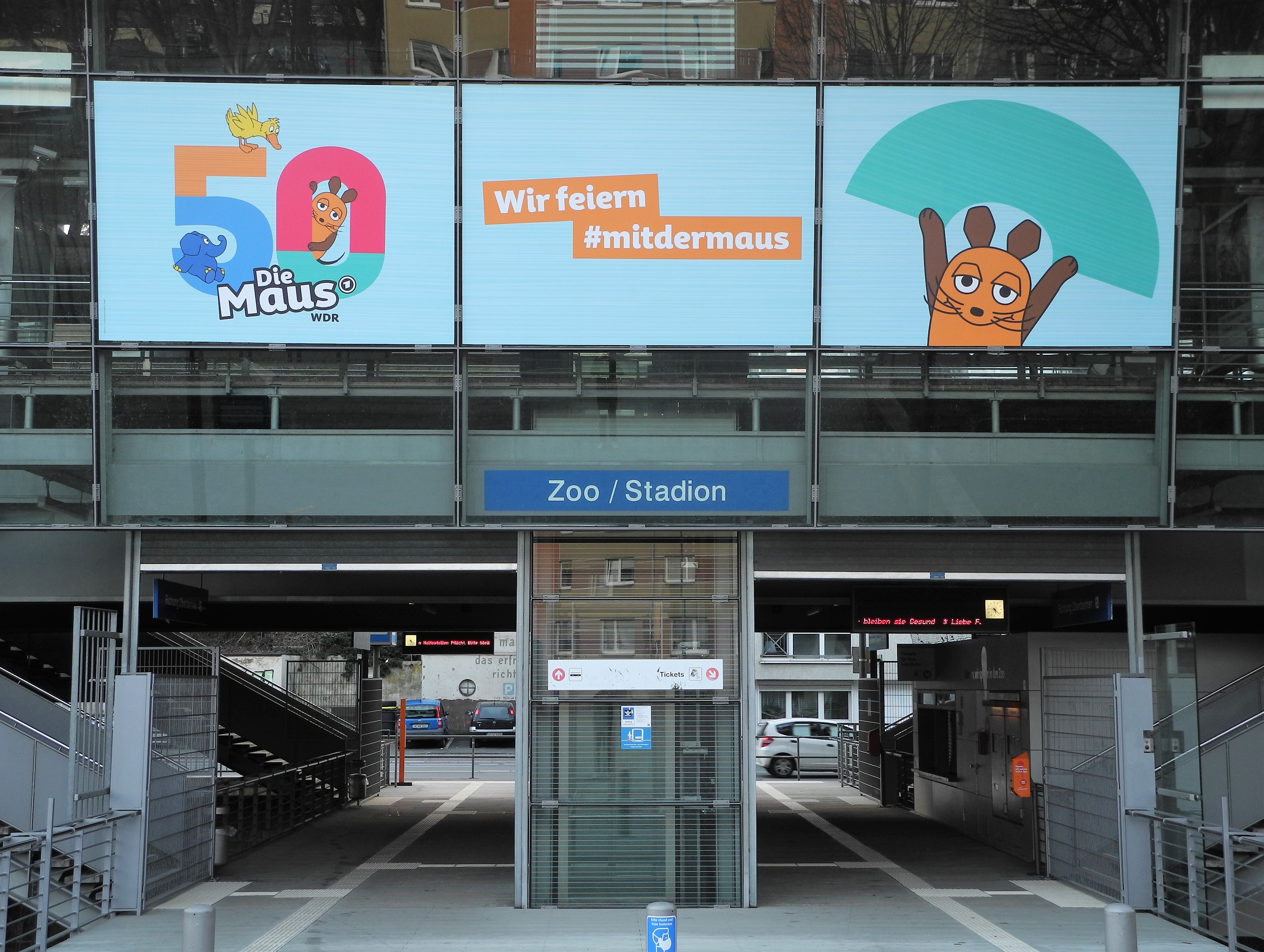
Maus-Jubiläum an der Station Zoo/Stadion der Wuppertaler Schwebebahn, März 2021

Im Jahr 2021 feierte die Sendung ihr 50-jähriges Jubiläum. Anlässlich dieses Ereignisses veröffentlichte Mark Forster das Lied Ich frag die Maus, es erschien ein Sonderpostwertzeichen sowie eine 20-Euro-Gedenkmünze, und es wurden die Sondersendungen Frag doch mal die Maus – Die große Geburtstagsshow und Die Geburtstagssendung mit der Maus – Hallo Zukunft ausgestrahlt.
Im Herbst 2024 wurde eine menschengroße Figur der Maus, die seit 2021 vor dem WDR-Gebäude in Köln stand, für etwa eine Woche von Aktivisten der Gruppe Campact entwendet, um gegen Kürzungen beim öffentlich-rechtlichen Rundfunk zu protestieren. Im Juli 2025 setzten Unbekannte die Mausfigur in Brand.
Auf folgende Zahlen kann Die Sendung mit der Maus zu ihrem 50er-Jubiläum verweisen:
Die Geburtstags-Sendung am 7. März 2021 war die Folge 2309; gesendet wurden bislang 3320 Sachgeschichten, 3928 Lachgeschichten und 597 Maus-Spots.

## Rezeption
Obgleich das Zielpublikum Kinder im Kindergarten- und Grundschulalter sind, liegt das Durchschnittsalter der Zuschauer bei knapp 40 Jahren. Eltern und Großeltern sitzen häufig zusammen mit ihren Kindern vor dem Fernseher.
Für ihre herausragende Leistung wurde die Sendung (z. B. die „Atom-Maus“) national und international mehrfach ausgezeichnet, erhielt generelle Anerkennung und läuft inzwischen in fast 100 Ländern (wenn auch selten komplett), womit sie als eine der erfolgreichsten deutschen Fernsehproduktionen überhaupt gilt. Maiwalds charakteristische Stimme und seine teils flapsige Art, mit der er die Filme kommentiert, wurden mittlerweile häufig parodiert.
Im Wesentlichen durch die redaktionelle Arbeit von Enrico Platter, der auch Leiter des WDR-Kinderfernsehens war, wurden die Arbeiten von Janosch einem größeren Publikum – aufgrund des Vertriebes auch international – bekannt. Das gelang mit Janoschs Traumstunde als Mausspezialsendung. Die Verfilmung der Geschichte „Oh, wie schön ist Panama“ wurde 25-mal vom WDR weltweit in Lizenz vergeben.
Die besondere Bedeutung, welche in ganz Deutschland der Sendung mit der Maus beigemessen wird, kam u. a. im Jahre 2000 zum Ausdruck, als auf der Expo 2000 in Hannover die Maus im deutschen Pavillon für die Bundesrepublik warb. Insbesondere für den WDR als produzierenden Sender sind die Figuren aus der Sendung zu einem Symbol geworden. So wurde am 7. März 1984 zur 500. Sendung mit der Maus im Foyer des WDR-Vierscheibenhauses das Denkmal Maus und Elefant von Olaf Höhnen enthüllt.
Eine der bekanntesten Sendung mit der Maus-Parodien ist die Sendung mit dem Klaus, welche über Jahre hinweg regelmäßiger Bestandteil der Satiresendung Extra 3 war.
In Zusammenhang mit der Flucht vor dem russischen Überfall auf die Ukraine gibt es seit März 2022 verschiedene Sendungen, so auch Die Maus in ukrainischer Sprache.

## Auszeichnungen
- 1973 – Goldener Bambi

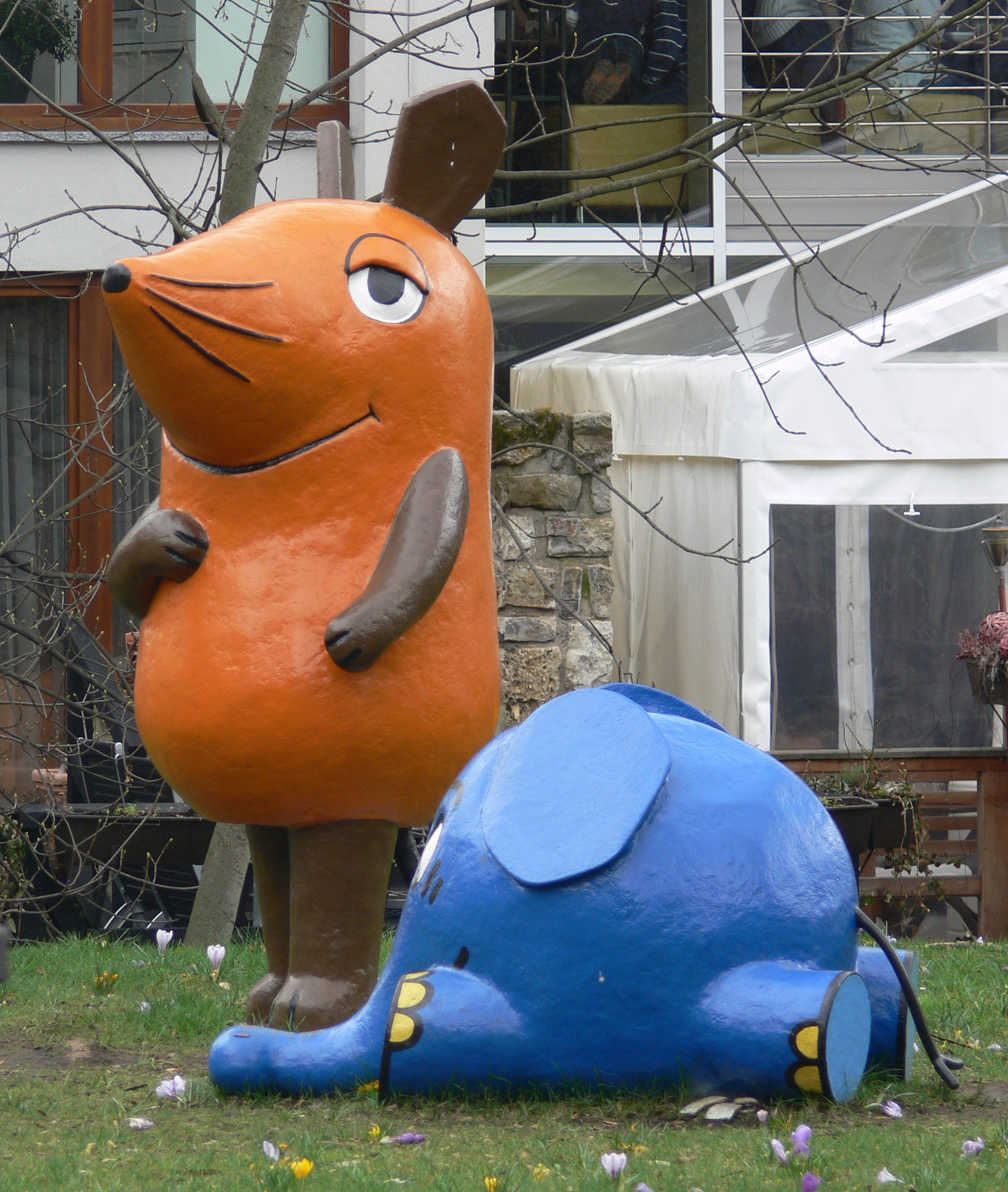
Denkmäler für Maus und Elefant an der Rathausbrücke in Erfurt (Sitz des KiKA)

- 1988 – Adolf-Grimme-Preis mit Gold (für Armin Maiwald, Friedrich Streich, Enrico Platter und Dieter Saldecki)[75]
- 1991 – Preis der beleidigten Zuschauer (wegen häufiger Verdrängung durch Programme für Erwachsene)
- 1993 – Deutscher Fernsehpreis, Sonderpreis für das Team
- 1993 – Telestar, Sonderpreis der Jury
- 1995 – Bayerischer Fernsehpreis für die Nachkriegs-Maus (Armin Maiwald)
- 1995 – Bundesverdienstorden für Armin Maiwald und Christoph Biemann
- 1997 – Goldene Kamera
- 1997 – Goldener Gong
- 2002 – Ernst-Schneider-Preis für die Sachgeschichtenhhast
- 2006 – Deutscher IQ-Preis des Vereins Mensa in Deutschland
- 2008 – Medaille für naturwissenschaftliche Publizistik der Deutschen Physikalischen Gesellschaft
- 2009 – Lehrer-Welsch-Sprachpreis[76]
- 2012 – Kreativpreis CREO der Gesellschaft für Kreativität e. V.
- 2015 – Emil für „Sendung mit der Maus Spezial: Ein Maustronaut im All“[48]
- 2018 – Medienpreis für Sprachkultur
- 2019 – Comenius-EduMedia-Award
- 2019 – Robert-Geisendörfer-Preis für die Animationsserie „Trudes Tier“
- 2019 – Bundesverdienstorden für Ralph Caspers[77] und vom Bundespräsidenten verliehener Mausverdienstorden für die Maus[78]
- 2019 – Landesverdienstorden Nordrhein-Westfalen für Armin Maiwald und Christoph Biemann[79]
- 2023 – Heinz Oberhummer Award für Wissenschaftskommunikation[80]
- 2024 – Grimme-Preis für „Die Sendung mit der Maus-Spezial – Marokko-Maus“ an Siham El-Maimouni und Birgit Quastenberg

Außerdem erhielt die Sendung rund 75 weitere nationale und internationale Preise.

## Ableger

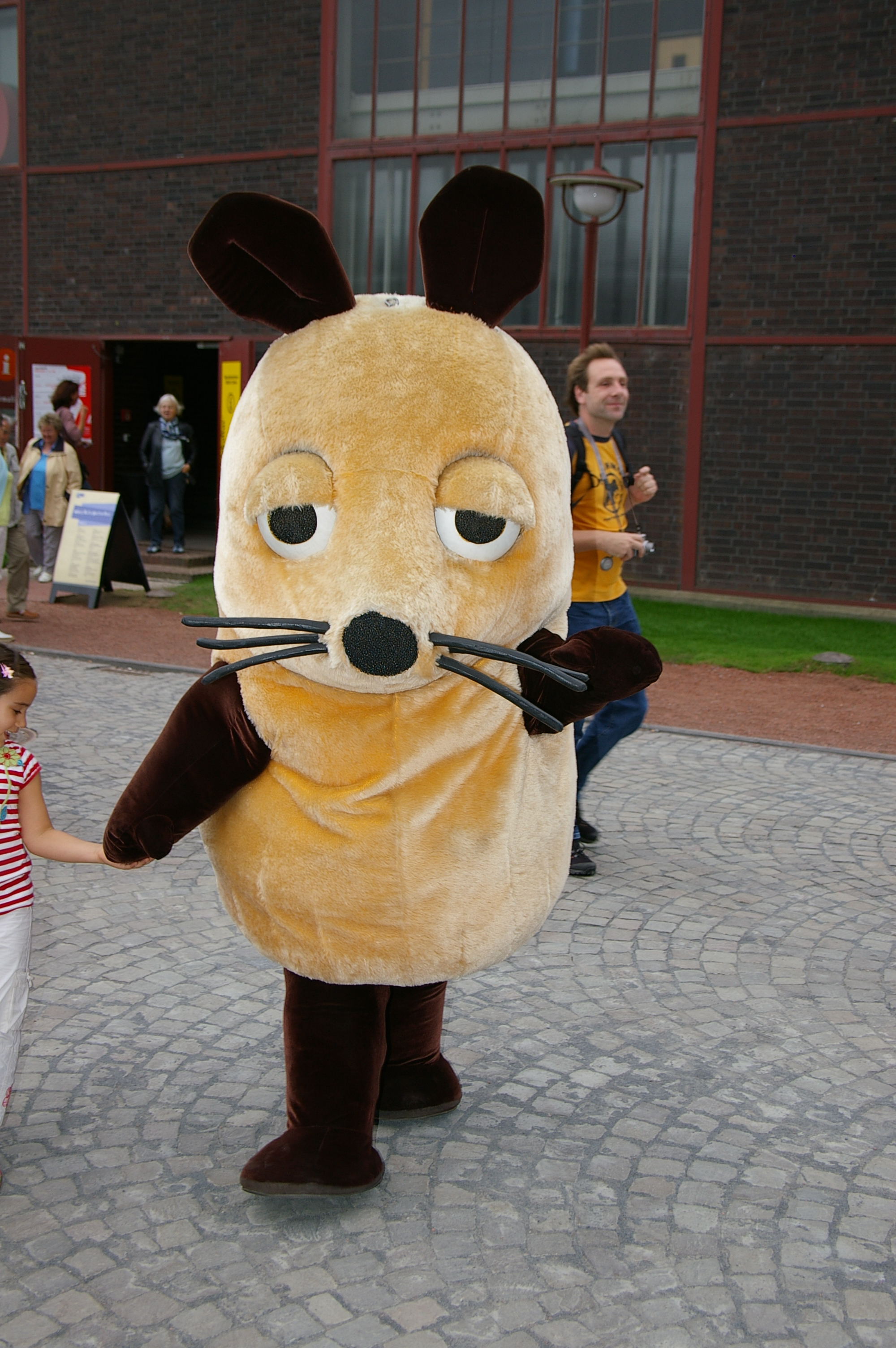
Eine Person im Maus-Kostüm auf einem Kinderfest

Im Fernsehen gibt es eine Reihe von Ablegern der Sendung mit der Maus.
- Maus Club: Von 1996 bis 2000 gab es im WDR und im Kinderkanal ein Wissensmagazin zusätzlich zu Die Sendung mit der Maus. Moderiert wurde diese Sendung von 1996 bis 1998 von Randi Crott und Shary Reeves und von 1998 bis Juli 2000 von Ralph Caspers, Tina Halverscheid und Shary Reeves. Ab August bis zur Einstellung im Dezember 2000 moderierten nur noch Reeves und Caspers. Viele Beiträge des Maus Club wurden später für die Sendung Wissen macht Ah! verwendet.[81]
- In der Bibliothek der Sachgeschichten präsentiert Armin Maiwald seit 1993 seine Sachgeschichten. Die Filme werden von ihm selbst an- und abmoderiert. Sendetermin war sonn- und feiertags um 10:15 Uhr auf ARD-alpha. In den Schulferien gab es zusätzliche Sendungen. Alle Ausgaben waren auf VHS erhältlich, mittlerweile gibt es sie als DVD.[82]
- Kurzzeitig gab es eine Kochsendung für Kinder mit dem Namen Kochen mit der Maus.
- Um den Bedürfnissen, den Interessen und dem Entwicklungsstand der Vorschulkinder gerecht zu werden, ist Die Sendung mit dem Elefanten entwickelt worden, die sich speziell an Drei- bis Sechsjährige richtet, sowie der Ableger Elefantastisch!.[83]
- Bevor Die Sendung mit dem Elefanten entwickelt und produziert wurde, gab es die Sendung Wolkenkuckucksheim, in der viele alte Lachgeschichten und Lieder aus Die Sendung mit der Maus gezeigt wurden.
- Am 17. September 2011 feierte die Tiersendung für Kinder elefantierisch! im Ersten Premiere mit über 13 Ausgaben.
- Seit dem 9. April 2006 gibt es zweimal im Jahr eine große Samstagabendshow mit dem Namen Frag doch mal die Maus im Ersten Fernsehprogramm. 2024 wurde die Sendung in Die Große Maus-Show umbenannt.
- Ab dem 6. Oktober 2005 sendete Arte am Sonntagmorgen im deutschsprachigen Programm eine französische Version der Sendung mit der Maus unter dem Namen La souris souriante (Die lächelnde Maus). Diese Sendung wurde inzwischen wieder eingestellt.
- In Extra 3 gibt es hin und wieder eine Parodie mit dem Titel Die Sendung mit dem Klaus – Ach- und Krachgeschichten.
- Seit 2018 gibt es Konzerte mit der Maus und dem Moderator Johannes Büchs. Die Konzerte sind im WDR Fernsehen, in der WDR-Mediathek und auf YouTube zu sehen. Bisher gab es fünf Konzerte. Der Boléro von Maurice Ravel, Die Moldau, Beethoven, Tschaikowsky und Brahms.[84]
- In unregelmäßigen Abständen gibt es nach der Hauptsendung in der ARD einen zusätzlichen Beitrag unter dem Namen Mehr Zeit mit der Maus.[85]
- Seit 2020 können Kinder werktags im WDR-2-Programm Der Morgen, ab November 2020 WDR 2 Morgenmagazin, Alltagsfragen stellen, die von „der Maus“ beantwortet werden. Da diese ja nicht sprechen kann, wird die Antwort von dem jeweiligen Moderatorenteam gegeben. Dabei sind die typischen Mausgeräusche wie das Augenklappern und das Schnüffeln zu hören, um die Anwesenheit der Maus zu simulieren.[86]

## Außerhalb des Fernsehens

### Merchandising
- Zu den Figuren aus der Sendung mit der Maus gibt es eine Vielzahl von Merchandising-Artikeln wie etwa Poster, Küchenartikel, Spielzeug, Plüschtiere, Textilien und Kleidung. Ebenfalls erhältlich sind verschiedene Sachbücher mit der Figur der Maus, so Kochen und backen mit der Maus oder Lernen mit der Maus – Zählen und rechnen.[87] Die Vermarktung nimmt stets WDR mediagroup vor.[88] und im Webauftritt des WDR ist eine eigene Seite online,[89] wo akustische Gutenachtgeschichten abrufbar sind.[90]
- Seit 2008 gibt es das zweimonatliche Wissensmagazin „Frag doch mal die Maus“, das an die gleichnamige Fernsehshow und an die Sendung mit der Maus angelehnt ist.[91]
- Es gibt auch reine Audio-Adaptionen als CD, die dieselben Bestandteile wie die Sendung mit der Maus aus dem Fernsehen hat: Der zweisprachige Vorspann, Lachgeschichten, Sachgeschichten, Mausspots. Als Lachgeschichten kommen hier häufiger Lieder vor.
- Im Juni 1998 gab es in der Briefmarkenserie „Für die Jugend“: Trickfilmfiguren eine Briefmarke mit Mausmotiv.[92] Eine weitere Briefmarke[93] erschien zum 50. Geburtstag im März 2021.
- App: Im Dezember 2014 wurde die kostenfreie MausApp für Apple iOS 6 und Android 4 veröffentlicht.[94]
- Der Carlsen Verlag vertreibt einen Kalender für jeden Tag.[95] Auch entsprechende Bücher sind dort im Programm.[96]

### Videospiele
Für die Sendung mit der Maus wurden auf diversen Plattformen Spiele veröffentlicht:
- Für den Game Boy wurde im Jahr 1998 das Spiel „Die Maus“ veröffentlicht[97]. Dieses Spiel wurde von dem spanischen Entwicklerstudio Bit Managers entwickelt und dem Publisher Infogrames herausgegeben. In dem Spiel suchen die Maus und der Elefant nach der Ente. Der Spieler muss mit der Maus und dem Elefanten Hindernisse aus dem Weg schaffen, Gegnern den Weg versperren und Objekte sammeln, um ein Level abzuschließen. Am Ende von jedem Level wird ein Passwort gezeigt, womit der Spieler seinen Spielstand wiederherstellen kann. Das Spiel wurde im Jahr 1999 für den Game Boy Color erneut veröffentlicht.
- Auf der Webseite zur Sendung mit der Maus wurden seit 1999 viele kleinere Denkspiele sowie Geschicklichkeitsspiele veröffentlicht. So wie das Seifenkisten-Spiel, bei dem man mit einer Seifenkiste einen Berg herunterfährt und Erdbeeren einsammeln muss. Aber auch das beliebte Treppenhaus Spiel, welches ein Platformer Game ist bei dem man Schlüssel vom Elefanten holen muss und dann zur Tür der Ente kommen muss. Dann geht man durch die Tür und kommt ins nächste Level. Es gibt nur 3 Level die auf Zeit sind. Mit dem Flash Player konnten auch Maus-Tricks, also technisch fortgeschrittenere Spiele, gespielt werden. Die Spiele beschränkten sich anfangs auf die Maus, den Elefanten und die Ente als Charaktere, doch später kamen auch Spiele mit Charakteren aus den Lachgeschichten hinzu.
- Tivola veröffentlichte zwischen 2000 und 2002 die Reihe „Die CD-ROM mit der Maus“ für Windows und Mac OS[98]. Auf den 3 CDs in der Reihe findet der Spieler Lernspiele sowie Lach- und Sachgeschichten. Auch kreative Tools waren vorhanden, unter anderem ein Musikstudio und später sogar ein Trickfilmstudio, womit Nutzer ihre eigenen Videos mit der Maus und dem Elefanten machen konnten.
- Deep Silver veröffentlichte 2008 das von Braingame entwickelte Spiel „Maus DS“ für den Nintendo DS[99]. Das Spiel vereint wie zuvor die Reihe „Die CD-Rom mit der Maus“ diverse Lernspiele, enthält allerdings keine Lach- und Sachgeschichten. Der Spieler kann in diversen Minispielen Sterne sammeln und weitere Minispiele freischalten. Außerdem kann der Spieler mit einem anderen Spieler am selben Gerät gegeneinander in den Lernspielen antreten.
- Im Dezember 2016 wurde für die Nintendo Wii U das Spiel „Frag doch mal … die Maus!“ veröffentlicht.[100] Das Spiel wurde von Hammer Labs entwickelt und als Publisher diente Ashgames. Dieses Spiel ist kein klassisches Lernspiel mehr, sondern ein Quizspiel für bis zu 3 Spieler. Die Spieler laufen über ein Spielbrett mit 3 verschiedenen Längen. Je nach Feld bekommt der Spieler eine Quizfrage gestellt. Allerdings kann ein Spieler auch auf einem Feld für Minispiele landen oder eine Aktionskarte ziehen, um den Spielverlauf zu beeinflussen. Das Spiel verfügt über 5 Minispiele und nach ein Paar Fragen zeigt das Spiel den Spielern eine Sachgeschichte. Das Spiel wurde im November 2018 für die Nintendo Switch erneut veröffentlicht.[101]

### Programmieren mit der Maus
Vom WDR selbst wird eine webbasierte Programmierumgebung namens Programmieren mit der Maus zur Verfügung gestellt. Sie richtet sich an Kinder ab dem dritten Schuljahr und basiert auf der grafischen Programmiersprache Scratch. Sie ergänzt die in Scratch sonst möglichen Grafikobjekte um Maus, Elefant und Ente. Ebenso gibt es auf der Webseite Materialien für den Einsatz in der Schule.

### MausShow

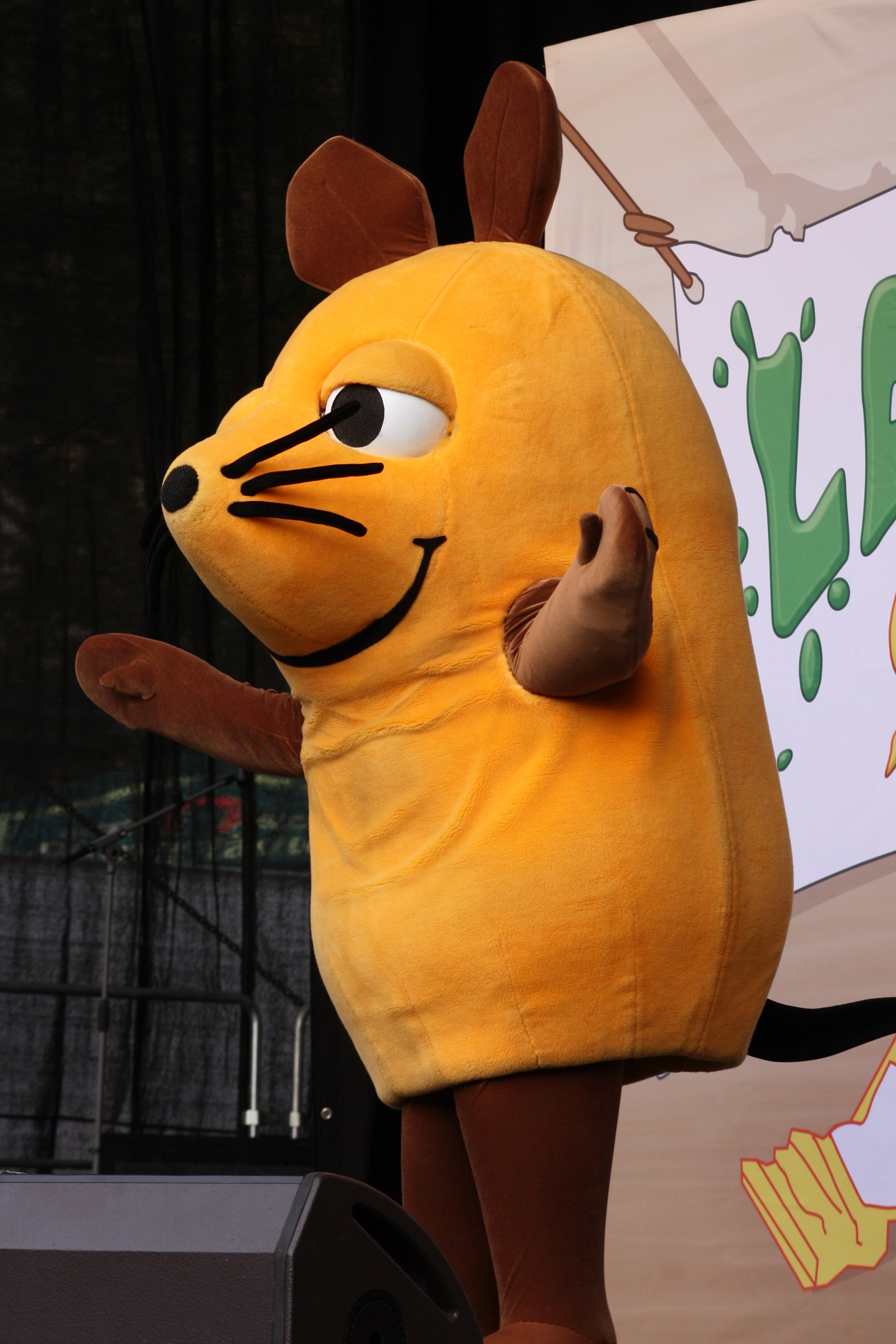
Die Maus live

1991 betrat die Maus selber die Bühne der Sendung mit der Maus. Anlass für den ersten Live-Auftritt des WDR-Charakters war ihr 20. Geburtstag. Beauftragt mit der Aufgabe, die Maus zum Leben zu erwecken, wurde die Terbrüggen Show-Produktion aus Köln. Dabei sollte sie so aussehen und auch so sein, wie man sie aus dem Fernsehen kennt. Der Erfolg der ersten MausShow gab den Startschuss zu vielen weiteren Auftritten bei Familienfesten, Stadtfesten oder den WDR-Studiofesten.

### Wanderausstellung
Im Jahr 1996 entstand die Wanderausstellung MAUS OLEUM – 25 Jahre Sendung mit der Maus, die bis Oktober 2004 in insgesamt 20 Stationen zu sehen war. Unter anderem konnte man Experimente nachstellen, Filme anschauen und einen Blick in über 30 Jahre „Maus“-Geschichte werfen. Stationen der Ausstellung waren unter anderem das Filmmuseum Potsdam, das Historische Museum der Pfalz in Speyer, das Museum Industriekultur in Osnabrück und das Niederrheinische Museum für Volkskunde und Kulturgeschichte in Kevelaer. Eine steinerne Maus-Statue, die in einer Maus-Sendung von Olaf Höhnen geschaffen wurde, ziert seitdem den Eingangsbereich des WDR.

### Museum mit der Maus
Am 3. Oktober 2013 wurde Das Museum mit der Maus eröffnet, welches Teil des Odysseums in Köln ist.

### Türöffner-Tag
Im Jahr 2011, anlässlich des 40. Geburtstags der Maus, wurde ein Türöffner-Tag unter dem Motto „Türen auf für die Maus“ veranstaltet. Seit 2012 findet dieses Format jedes Jahr am 3. Oktober, dem Tag der Deutschen Einheit, statt. An diesem Tag öffnen teilnehmende Einrichtungen für Maus-Fans Türen, die sonst verschlossen sind.

### Gedenkmünze
Im Juni 2020 wurde bekannt gegeben, dass zum 50. Geburtstag im Jahr 2021 eine 20-Euro-Gedenkmünze mit dem Konterfei der Maus erscheinen soll. Die Gedenkmünze in der Sammlerqualität Spiegelglanz erschien am 25. Februar 2021. Der Ausgabetermin der Münze in der Prägequalität Stempelglanz wurde aufgrund der COVID-19-Pandemie verschoben.

### Briefmarken
Im Juni 1998 ist als Teil der Serie „Für die Jugend“ eine Sondermarke mit Maus, Elefant und Ente erschienen.
Mit dem Erstausgabetag 1. März 2021 gab die Deutsche Post AG anlässlich des 50-jährigen Jubiläums der Sendung mit der Maus eine Sondermarke im Nennwert von 80 Eurocent heraus, die Auflage beträgt 65 Millionen Briefmarken. Sie hat zudem einen für jede Marke individuellen Matrixcode, mit dem sich Wissenswertes zur Briefmarke erfahren lässt und der jeweilige Reiseweg des mit der Briefmarke frankierten Briefes verfolgt werden kann. Zusätzlich erschienen zwei DHL-Packset-Sondereditionen in den Größen S und M für den Paketversand. In der Sendung mit der Maus am 28. Februar 2021 wurde gezeigt, wie die Jubiläums-Maus-Marke entstand – von der Konzeption über die Produktion in der Bundesdruckerei bis zum Weg eines Maus-Briefes durch die Sortiermaschinen der Deutschen Post.

## Audiobeiträge
- Spaß beim Lernen: Die Sendung mit der Maus wird 50. In: Deutschlandfunk Kultur, 12. Januar 2021 (Audio, 9:38 Min.)
- Erste Sendung mit der Maus In: ZeitZeichen, 7. März 2021 (Audio, 14:26 Min.)
- Auf WDR 2 kommt die Maus im Radio und beantwortet im laufenden Morgenmagazin Kinderfragen.[117]

## Musik
- Anlässlich des 25. Geburtstags der Sendung im Jahre 1996 arrangierte der Entertainer Stefan Raab die Titelmusik neu. Er erweiterte die Melodie zu dem Hip-Hop-Remix Hier kommt die Maus, der es mit 400.000 verkauften Einheiten bis auf Platz zwei der deutschen Singlecharts schaffte. Posegga und Raab erhielten eine Goldene Schallplatte. Das Lied befindet sich auch auf dem Album Die CD mit der Maus aus demselben Jahr, auf dem unter anderem auch Stoppok, BAP, Tommy Engel, Pur, Die Prinzen und Das Modul vertreten sind.
- Wir sind die Maus. 2001 mit Dirk Bach, Armin Maiwald und anderen.
- Am 23. März 2014 wurde von Anke Engelke ein weiteres Maus-Lied Irgendwas ist immer – frag doch mal die Maus vorgestellt.[118]
- Anlässlich des 50. Geburtstags der Sendung im Jahre 2021 gab es ein neues Maus-Lied Ich frag die Maus von Mark Forster. Vorgestellt wurde es in der Sendung vom 28. Februar 2021.